# Seututie 322
Pour les articles homonymes, voir Route 322.
La route régionale 322 (finnois : Seututie 322) est une route régionale allant de Pälkäne jusqu'à Kuhmalahti à Kangasala en Finlande,,.

## Présentation
La seututie 322 est une route régionale de Pirkanmaa.

## Parcours
- Pälkäne
  - Pälkäne
  - Luopioinen
- Kangasala
  - Pohja, Kuhmalahti